# Paroster ursulae
Paroster ursulae är en skalbaggsart som beskrevs av Lars Hendrich och Hans Fery 2008. Paroster ursulae ingår i släktet Paroster och familjen dykare. Inga underarter finns listade i Catalogue of Life.